# John Percy Farrar
John Percy Farrar, detto Capitano (Chatteris, 25 dicembre 1857 – Cold Brayfield, 18 febbraio 1929), è stato un alpinista e militare inglese, fu presidente del Club Alpino Inglese dal 1917 al 1919 e membro del Comitato del monte Everest.  Nell'estate del 1928, all'età di settantun anni, riuscì a scalare il Pizzo Rotondo, il Basòdino, il Campo Tencia, il Rheinwaldhorn e il Bifertenstock.

## Biografia
Farrar nacque nel 1857, studiò a Losanna in Svizzera, divenne un commerciante sudafricano e fu membro della ditta Howard e Farrar, in seguito Farrar Brothers. Dal 1895 al 1900 visse sul Lago di Ginevra. Durante la guerra in Sudafrica, prestò servizio come capitano nei Kaffrarian Rifles e fu menzionato nei dispacci, ricevendo una decorazione nel 1900.
La carriera alpinistica di Farrar iniziò nel 1881, nelle Alpi orientali e proseguì con poche interruzioni fino alle ultime scalate nella regione del San Gottardo nell'estate del 1928. Quando iniziò erano poche le vette di una certa importanza rimaste inviolate e quindi il palmares sportivo di Farrar fu composto di prime o seconde ascensioni di creste o linee particolarmente notevoli su montagne che erano già state scalate. Compì le prime salite della parete sud, dell'Ober Gabelhorn, nelle Alpi Pennine, con D. Maquignaz il 28 settembre 1892; la cresta nord, del Polluce, nelle Alpi Pennine, con Wylie Lloyd e la guida Josef Pollinger il 18 agosto 1893; la cresta nord, del Wetterhorn, nelle Alpi Bernesi; la cresta nord dell'Ebnefluh nelle Alpi Bernesi.
Altre salite furono la seconda salita della parete ovest, del Weisshorn, nelle Alpi Pennine con la guida bavarese Johann Kederbacher nel 1883; la seconda salita, della cresta Peuterey nel massiccio del Monte Bianco, fino alla cima del Monte Bianco con la guida svizzera Christian Klucker nell'agosto 1893. Nel 1924, insieme all'alpinista giapponese Yuko Maki e a Frank Smythe, Farrar "fece una valutazione critica" della parete nord inviolata del Fiescherhorn, detta la scoscesa Fiescherwand, nelle Alpi Bernesi, individuando la linea che fu poi utilizzata nella prima salita della costola nord da parte degli svizzeri nel 1926. Fu presidente del Club Alpino Inglese dal 1917 al 1919, e membro del Gruppo di alta montagna francese. Oltre alle scalate sulle Alpi, Farrar effettuò ascensioni in Sudafrica, Giappone e Canada. Già nel 1899 scalò da solo l'ultima vetta del Monte Stephen e nel 1911 tornò sulle Montagne Rocciose con il figlio, compiendo un viaggio in carovana attraverso lo Yellowhead Pass e il Moose Pass fino al Monte Robson, dove raggiunse vette minori.
Farrar era un membro del Comitato del monte Everest, un organismo composto da membri del Club Alpino Inglese e della Royal Geographical Society che fu istituito nel 1921 per coordinare la ricognizione dei possibili percorsi per raggiungere la vetta del monte Everest. Prese parte alle discussioni che portarono alla formazione di questo organismo e alla proposta dell'Everest come obiettivo alpinistico raggiungibile. Il ruolo di Farrar era, tra le altre cose, quello di raccogliere fondi per la spedizione. Propose anche con successo che l'alpinista George Mallory partecipasse alla prima spedizione di ricognizione britannica del Monte Everest programmata nel 1921. Farrar fu in ugual modo il selezionatore degli alpinisti preposti alla scalata finale della vetta.
Fu direttore dell'Alpine Journal, scrisse numerosi articoli sulla storia dell'alpinismo, tra cui uno studio sulla controversa prima salita del Finsteraarhorn da parte di Johann Rudolf Meyer nel 1812, in cui concluse che questa affermazione era falsa e che la prima era stata quella di Jakob Leuthold e Johann Wahren, guide di Fraz Joseph Hugi nel 1829. Contribuì anche, con Oskar Eckenstein e John Norman Collie, al manuale di alpinismo di Geoffrey Winthrop Young, "Mountain Craft".